# تاریخ افغانستان (پس از اسلام)
تاریخ افغانستان پس از اسلام: از سلطه‌ دولت‌های مردم عرب  و مسلمان بر منطقه‌ افغانستان، سیستان و خراسان بزرگ تاریخی شروع شده‌ است. تا تشکیل رسمی حکومت، به‌دست امان‌الله خان، در سال ۱۹۱۹ میلادی  ادامه می‌ یابد. پایان  دوران معاصر را شامل می‌ شود.

## حمله اعراب

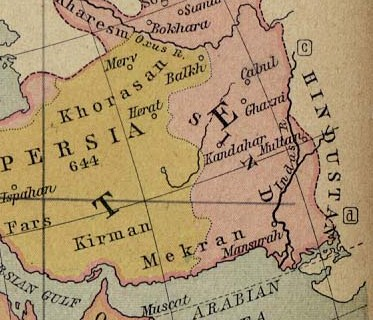
نام منطقه افغانستان در طول خلافت

در اواسط قرن هفتم میلادی (۶۴۲–۸۷۰) در جریان حمله اعراب به ایران، مسلمانان امپراطوری ساسانی را درجنگ‌ های ولجه، نهاوند و قادسیه شکست دادند. اعراب سپس راهی شرق ایران شدند و در سال ۶۴۲ میلادی شهر هرات را تصرف کردند. در سال ۶۶۷ میلادی، مناطق شرق ایران تحت سلطه اعراب قرار گرفت و شهر کابل که توسط فرماندهی سیستان اداره می‌شد، در سال ۶۸۳ میلادی بطور کامل از هم پاشید و سپس تا سال ۸۷۰ میلادی تمام مناطق شرق ایران (افغانستان کنونی) توسط اعراب فتح شد.
روی آوردن مردم افغانستان به اسلام، در طول دوره‌ی غزنویان در قرن یازدهم کامل شد. البته طبق کتاب تاریخ افغانستان، تعدادی از غیرمسلمانان تا سال ۱۸۹۶ میلادی در افغانستان زندگی می‌کردند. :۳۶

## خلافت
حمله اعراب به ایران، پنج سال بعد از درگذشت پیامبر اسلام، کامل شد و تمام مناطق شاهنشاهی ساسانی تحت کنترل اعراب درآمد. گرچه دسته‌هایی از قبایل برای قرن‌ها در این مناطق به مقاومت ادامه دادند. در طول قرن هفتم، در دوران امویان ارتش‌های عرب راه خود را به منطقه افغانستان از طریق خراسان با دینی جدید به نام اسلام باز کردند. در نهایت اکثریت جمعیت این منطقه، اسلام را پذیرفتند. با این حال در این زمان، منطقه‌ی افغانستان کنونی، دارای جمعیتی چند مذهب متشکل از بودایی، زرتشتی، هندوئیسم، یهودیت و دیگر مذاهب بود.
ارتش‌های عرب که پرچم اسلام را حمل می‌کردند، از سوی غرب برای شکست ساسانیان در سال ۶۴۲ پس از میلاد مسیح آمدند و پس از آن با اطمینان به سوی شرق رهسپار شدند. در حاشیه غربی منطقه افغانستان شاهزادگان هرات و سیستان حکومت را به اعراب واگذار کردند، اما در شرق، در کوه‌ها و در شهرهایی که شورش شده بود، پس از رفتن ارتش اعراب، مردم به عقاید پیشین خود بازگشتند. خشونت و آزمندی اعراب باعث تولید چندین ناآرامی شد، با این حال هنگامی که به پایان نزدیک شدن قدرت خلافت آشکار شد، حاکمان بومی یک بار دیگر، استقلال خود را نشان دادند. در این میان، صفاریان از سیستان در منطقه افغانستان کمی درخشیدند. بنیانگذار متعصب این سلسله، یک شاگرد مسگر یعقوب بن لیث صفاری، از پایتخت خود از زرنج در ۸۷۰ میلادی بیرون آمده و با نام اسلام به سوی شهرهای بست، قندهار، غزنی، کابل، بامیان، بلخ و هرات حمله کرد.
—نانسی هچ داپری، ۱۹۷۱
در طول قرن هشتم تا نهم، ساکنین زیادی که در حال حاضر در افغانستان و پاکستان هستند به مذهب سنی تغییر مذهب دادند که دین غالب حاکمان و پادشاهان دست‌نشانده مانند سامانیان، غزنویان و طاهریان بود. :۳۴۷ در برخی نقاط، مردم قیام کرده و دوباره به همان دین قبلی خود بازگشتند. مناطق کوهستانی نیز، هنوز به‌طور کامل تغییر دین نداده بودند و مردم غیرمسلمان زیادی در این مناطق زندگی می‌کردند. در کتابی با نام حدودالعالم، که در ۹۸۲ میلادی نوشته شده‌است، دهکده‌ای را در نزدیک جلال‌آباد افغانستان ذکر می‌کند که پادشاه منطقه، چندین همسر هندو، مسلمان و افغان داشت.
در قرن‌های هشتم و نهم میلادی اجداد افغان‌های امروزی در مناطق هندوکش (برای به‌دست آوردن زمین‌های بهتر) مستقر شدند و شروع به یکسان‌سازی خود با فرهنگ و زبان قبایل پشتون که در آنجا ساکن بودند، کردند.

## طاهریان
(۸۲۱–۸۷۲ م. تنها در حوزه‌های هرات و بادغیس)

## صفاریان
(۸۶۱–۱۰۰۲ م. در بُست و سیستان؛ ۹۰۰–۸۷۵ م. در حوزه قندهار)

## سامانیان
(۸۷۵–۹۹۹ م. در حوزه‌های هرات، بادغیس، بلخ و بدخشان؛ ۹۸۰–۹۰۰ م. در حوزه قندهار؛ و ۹۹۹–۹۱۰ م. در حوزه‌های بُست و سیستان)

## غزنویان
(۹۶۲–۱۱۴۸ م. در غزنی؛ ۱۱۴۸–۹۸۶ م. در کابل و قندهار؛ ۱۱۴۸–۹۹۹ م. در جلال‌آباد، بُست و سیستان؛ و ۱۰۳۸–۹۹۹ م. در هرات، بادغیس، بلخ و بدخشان)

## سلجوقیان
(۱۰۳۸–۱۱۵۳ م. تنها در حوزه‌های هرات، بادغیس، فاریاب، بلخ و بدخشان)

## غوریان(۱۱۴۸–۱۲۱۴ م)
در سال ۵۳۵ هجری قمری (۱۱۴۰ میلادی) غوریان، شهر غزنی را به تصرف خود در آوردند که زمانی لقب عروس شهرها را داشت. علاءالدین غوری معروف به جهانسوز، این شهر را به آتش کشیده و اجساد سلاطین غزنوی جز محمود و پسرش مسعود را از قبرها بیرون کشید و سوزاند.
غوریان که همواره خواب رسیدن به سرزمین زرخیز هندوستان را می‌دیدند، بعد از ویران ساختن غزنی، در اسرع وقت رهسپار هندوستان شدند. یکی از غلامان ترک غوریان بنام قطب‌الدین، تاج و تخت دهلی را تصاحب کرد و پس از او، غلامان ترک به‌مدت یک قرن این تخت و تاج را در اختیار داشتند.

## خوارزم شاهیان
(۱۲۱۴–۱۲۱۹ م)

## حمله مغول
(۱۲۲۱ میلادی)
در قرن هفتم هجری قمری (سیزدهم میلادی) یکی از رؤسای قبایل مغول به‌نام چنگیزخان، قوم خود را تحت نظم و انضباطی شدید به صورت نیروی جنگنده‌ای مقتدر درآورد. مهاجمان مغول سوار بر اسب‌های تیزتک و ریزاندام از صحرای مغولستان به طرف جنوب سرازیر شدند و همچون گردباد توفنده کوه‌ها و دشت‌های پیش روی خود را درهم پیچیدند. سرزمین کنونی افغانستان حتی صدسال بعد نیز همچنان اسیر مغولان بود. رهبران محلی عموما ترکانی بودند که از طرف اربابان مغول خود برای اداره امور این سرزمین‌ها گماشته شده‌بودند. پس از مرگ چنگیز پسرش اوکتای به جای او نشست و آنگاه که امپراتوری مغول تجزیه و متلاشی می‌شد، این سرزمین کوهستانی به هلاکو نوه چنگیزخان واگذار شد.

## ایلخانیان
(۱۲۵۶–۱۳۳۵ م. در حوزه‌های هرات و بادغیس)

## آل کَرت
(۱۲۴۵–۱۳۸۱ م. تنها در حوزه‌های هرات و بادغیس)
پس از سقوط مغول‌ها در قرن هشتم هجری قمری (چهاردهم میلادی)، آل کرت هرات که بازماندگان سلسله غوریان بودند فرصت یافتند در فاصله سال‌های ۷۳۳ هجری قمری (۱۳۳۲ میلادی) تا ۷۷۲ هجری قمری/۱۳۷۰ میلادی مستقلاً بر سرزمین خویش حکومت کنند. اما حکومت مستقل ایشان به دست تیمور لنگ که از نوادگان دختری چنگیزخان بود و قبایل ترک تحت فرمان خود را از سمرقند به قصد جهانگشایی به حرکت درآورده‌بود، سرنگون‌ شد.

## کیانی‌ها
(۱۲۶۰–۱۳۸۱ م. تنها در حوزه‌های بُست و سیستان)

## چغتایی‌ها
(۱۳۳۰–۱۳۸۱ م. در حوزه‌های بلخ، بدخشان، کابل، جلال‌آباد، غزنی و قندهار)

## تیموریان
(۱۳۸۱–۱۵۰۶ م)
تیمورلنگ چندین بار سرتاسر هندوکش را از زیر سم ستوران خود گذراند؛ مشهورترین لشکرکشی‌های وی در ۸۰۱ هجری قمری (۱۳۹۸ میلادی) انجام شد که طی آن هندوستان فتح و دهلی غارت گردید و یکبار دیگر پس از چنگیز این نواحی دستخوش چپاول و ویرانی شد. با مرگ تیمور در سال ۸۰۷ هجری قمری (۱۴۰۵ میلادی)، پسر چهارم او شاهرخ، پس از یک سال جنگ و رقابت‌های خانوادگی، حکومت هرات و نیز ماوراءالنهر را به‌دست گرفت. وی هرات را به عنوان پایتخت خود برگزید، حصارهای آن را مرمت و بازسازی کرد و در آن بناهای مجللی ساخت و این شهر به صورت مرکز مهم سیاسی و بازرگانی منطقه درآمد. در این سال‌ها معماران، نقاشان، علما و محققان و موسیقی‌دانان مورد تکریم و تجلیل فراوان قرار گرفتند. یکی از بزرگ‌ترین هنرمندان مینیاتوریست آن دوران، استاد کمال الدین بهزاد، در حدود سال ۸۴۴ هجری قمری (۱۴۴۰ میلادی) در هرات تولد یافت و در دربار سلطان حسین بایقرا، آخرین شاهزاده تیموری، زندگی‌ کرد.
بخش اعظم دوره صدساله حکومت تیموریان در افغانستان شاهد رونق و رفاه و پیشرفت این کشور بود. اما امپراتوری تیموری نیز تدریجاً بسوی زوال می‌رفت؛ و یک بار دیگر، با زوال اقتدار فرمانروایان خارجی، مردم و رهبران بومی این سرزمین امکان آن را یافتند که تجدید قوا کنند و برای به‌دست گرفتن حکومت سرزمین خود سر برآورند. یکی از این رهبران، شخصی بنام بهلول لودی بود. لودی در سال ۸۵۵ هجری قمری (۱۴۵۱ میلادی) تاج و تخت دهلی را نیز تصاحب کرد و سلسله لودی را که هفتاد و پنج سال دوام آورد تأسیس کرد.
ظهیرالدین محمد بابر بزرگ‌ترین فرزند عمر شیخ شاهزاده تیموری بود که بر فرغانه حکم می‌راند. ولی پس از آنکه بر جای پدر خود نشست، ترکان ازبک تمامی ملک و موطن وی را تصرف کردند، وی در سال ۹۱۰ هجری قمری (۱۵۰۴ میلادی)، شکست‌خورده و پریشان، به همراه چند صد نفر از وفادارانش سفری را به امید فتوحات احتمالی آغاز کرد که در آخر، مؤسس امپراتوری مغولان هند شد. ظهیرالدین مانند جدش تیمورلنگ ترک بود و به ترک بودنش مباهات می‌کرد و همچنان مدعی بود که نوه چنگیزخان است. او شهر کابل را برای آب و هوای مطبوع و اهمیت بازرگانی و استراتژیک آن، به عنوان مرکز خویش برگزید. بعد از فتح هند دیگر هیچگاه به کابل بازنگشت، اما بنا به وصیت خود، جسدش را بعد از مرگ به این شهر آورده و در باغی که خودش به نام باغ بابر (این باغ تاکنون به همین نام موجود است) دایر کرده بود منتقل و دفن‌ کردند.
پس از مرگ بابر ستاره اقبال امپراتوری تازه تأسیس یافته مغول برای مدت بیست سال در حضیض بود. یکی از بستگان لودی‌ها شخصی بنام فرید شیرشاه سوری تخت و تاج هند را از همایون فرزند و جانشین بابر تصاحب نمود و سلسله‌ای بنام سوری‌ها را بنیان گذاشت. همایون مدت پانزده سال در تبعید به‌سر برد و عاقبت به کمک ایران قندهار و کابل را دوباره به‌دست‌آورد. در سال ۹۶۲ هجری قمری (۱۵۵۵ میلادی)، دهلی را نیز دوباره به کف آورد. اکبر شاه پسر همایون بعد از پدرش به تخت نشست و امپراتوری مغولان هند را دوباره تثبیت ساخت. اکبرشاه بسال ۱۰۱۴ هجری قمری (۱۶۰۵ میلادی)، چشم از جهان فروبست و پسرش جهانگیر بر جایش نشست. در این دوره است که باز رهبران محلی اینجا و آنجا سر بلند کرده از هر طرف صدای استقلال خواهی خود را به گوش حکومت مغولان هند می‌رسانند. در دوره حکومت شاه جهان، شاعر جنگجوی مشهور پشتون بنام خوشحال خان ختک از کوه‌های سلیمان سر برآورد. خوشحال در چندین مصاف با مغولان جنگید.
شاه جهان حکومت پیشاور را به خوشحال خان بخشید، اما اورنگ زیب بعد از آنکه پدرش شاه جهان را خلع و خود بر مسند امپراتوری مغول تکیه زد تمام صلاحیت‌های خوشحال را محدود نموده آخر او را به زندان افگند. حکومت طولانی اورنگ زیب همراه با شورش‌های مداوم قبایل پشتون مواجه بود؛ خوشحال خان در گروگان سپاهیان مغول بود و ایشان هم همواره تلاش می‌کردند تا شورش قبایل را سرکوب نمایند، او حتی در زندان نیز عمیق‌ترین انزجار و تنفر خود را توسط اشعارش، نسبت به مغولان ابراز می‌داشت. خوشحال بعد از دو سال از زندان رها شد و بقیه عمر خود را در مبارزه علیه حکومت سپری نمود، او همیشه سعی می‌کرد تا اقوام پراگنده پشتون را علیه مغولان متحد سازد. با مرور زمان شالوده‌های امپراتوری مغولان هند بر اثر سوء تدبیرهای اورنگ زیب سست گشت و این امپراتوری در فاصله کوتاهی پس از مرگ اورنگ زیب در سال ۱۱۱۸ هجری قمری (۱۷۰۷ میلادی) از هم پاشید. در فروپاشی امپراتوری مغولان هند افغان‌ها بی‌تأثیر نبودند. طی دویست (دو صد) سالی که مغولان حکومت هند را در دست داشتند، شهرهای مرزی افغانستان از سه سو مورد کشمکش و محل منازعه بودند: 
مغولان از سمت شرق، ایرانی‌ها از سمت غرب و ترکان ازبک از سمت شمال. کابل، هرات و قندهار بارها میان این مدعیان دست به دست شدند.
در سال ۱۱۲۰ هجری قمری (۱۷۰۸ میلادی) پشتون‌های غلزایی سلطهٔ ایران بر قندهار را برانداختند؛ در هرات نیز پشتون‌های ابدالی همین کار را کردند. با گذشت چند سال این قبایل چنان قدرتمند گشتند که محمود افغان مشهور به شاه محمود هوتکی بر بخش‌های وسیعی از ایران برای مدتی حکم می‌راند. اما از آنجایی که او قلمرو خویش را بیش از حد توانش بسط و توسعه داده بود، حکومتش چندان نپایید و بزودی توسط نادرشاه برچیده‌شد.
احمدخان سدوزایی، یکی از سران قبیله پشتونهای ابدالی از جمله امرای نادرشاه بود. وی چنان مورد اعتماد نادر بود که به فرماندهی نیروهای محافظ او(۴۰۰۰ نفر) گماشته شد. در سال ۱۱۶۰ هجری قمری (۱۷۴۷ میلادی) نادر به‌دست سران سپاه ایرانی خود به قتل رسید. احمدخان پس از این حادثه خود را به قندهار رساند و در آنجا خود را امیر یعنی رئیس همه‌ای قبایل خواند و حکومت افغانستان را به‌دست گرفت.

## گورکانیان هند
(۱۵۰۱–۱۷۵۲ م. تنها در حوزه‌های کابل، جلال‌آباد و غزنی)

## دولت شَیبانی ماوراءالنهر (اُزبکان)
(۱۵۰۶–۱۵۱۰ م. در حوزه‌های بلخ، بادغیس و هرات؛ ۱۷۴۹–۱۵۱۶ م. در بلخ)

## صفویان
(۱۵۱۰–۱۷۲۲ م. در حوزه‌های هرات، بادغیس، سیستان، بُست و قندهار؛ ۱۵۱۶–۱۵۱۰ م. در بلخ)

## هوتَکیان
(۱۷۰۹–۱۷۳۸ م. در قندهار؛ ۱۷۳۸–۱۷۲۲ م. در حوزه‌های سیستان، بُست، هرات، بادغیس)

## افشاریان
(۱۷۳۸–۱۷۴۷ م. در قندهار، بُست و سیستان بلخ ؛ ۱۷۵۰–۱۷۳۸ م. در هرات و بادغیس و کابل و غزنی)

## شکل‌گیری افغانستان

### شاهنشاهی احمدشاه درانی
پس از مرگ نادرشاه و فروپاشی ایران افشاری در سال ۱۷۴۷ میلادی، احمدشاه درانی دولتی در محدوده افغانستان فعلی پدید آورد، هدف وی از اعلان پادشاهی همانند دیگر مدعیان نظیر علیقلی‌خان برادرزادۀ نادرشاه پادشاهی بر همه ایران بود اما پس از چندی قلمروی او افغانستان نام گرفت.
دانشنامه بریتانیکا، که یکی از معتبرترین منابع به زبان انگلیسی بشمار می‌ رود، شاهنشاهی احمدشاه درانی را آخرین امپراتوری افغان معرفی کرده‌است. این دانشنامه می‌افزاید که شاهنشاهی احمدشاه درانی پس از امپراتوری عثمانی، دومین امپراتوری جهان اسلام که در نیمه دوم قرن هجده میلادی بود که حدود قلمرو آن را از مشهد تا دهلی و از آمودریا تا دریای عرب دربر می‌گرفت.
مونت استوارت الفنستون، محقق انگلیسی، که از احمد شاه درانی به عنوان مؤسس افغانستان معاصر یاد می‌کند، می‌نویسد: «احمدشاه خردمندانه، اساس یک امپراتوری بزرگ را نهاد. هنگام در گذشت او متصرفاتش از غرب خراسان تا سرهند و از آمو تا دریای هند گسترش داشت و این همه را یا با انعقاد پیمان به‌دست آورده بود یا عملاً (با زور شمشیر) تصرف کرده بود».
همو می‌افزاید: «براستی اگر شاهی در آسیا سزاوار احترام ملت خویش باشد، جز احمدشاه کس دیگری نیست».
از سال ۱۱۶۰ هجری قمری (۱۷۴۷ میلادی) به بعد، حکومت مستقل افغانستان را همواره دو خانواده از طایفه ابدالی در دست داشته‌اند. از سال ۱۱۶۰هجری قمری (۱۷۴۷ میلادی) تا ۱۲۵۱ هجری قمری (۱۸۳۵ میلادی) تاج و تخت این کشور در دست سدوزایی‌ها بود؛ و از آن پس به خانواده محمد زایی که از همان طایفه بودند تعلق‌گرفت.
احمدخان سدوزایی دست به یکپارچه ساختن مملکت زد، کابل را تصرف نمود. همه سرزمین‌های واقع در غرب رود سند را، از کشمیر تا دریای عمان، با پذیرفتن انواع مشکلات از دست مغولان هند باز پس‌گیری کرد. احمدشاه (احمدخان سدوزایی) ملقب به احمدشاه بابا ۱۲ مرتبه به هند لشکر کشید در سال ۱۱۷۰ هجری قمری (۱۷۵۶ میلادی) دهلی را تصرف کرد و خزانهٔ خود را با ثروت سرشار که از آنجا به غنیمت گرفته بود انباشت. بعد از مرگ احمدشاه در سال ۱۱۸۷ هجری قمری (۱۷۷۳ میلادی) تا چهل و پنج سال بعد همچنان رقابت و کشمکش و دسیسه چینی در میان مدعیان حکومت در طایفه سدوزایی ادامه پیدا کرد؛ این وضع باعث از هم گسیختگی خاندان حاکم گشت و چیزی نمانده بود که افغانستان را نیز از هم بپاشد.
پسر دوم و جانشین احمدشاه، یعنی تیمور شاه، پایتخت خود را از قندهار به کابل انتقال داد و مدت بیست سال از ۱۱۸۷ هجری قمری (۱۷۷۳ میلادی) تا ۱۲۰۸ هجری قمری(۱۷۹۳ میلادی) بر قلمروی وسیع اما نامطمئن حکم می‌راند. تیمور شاه بیست و سه پسر داشت اما نتوانست برای خویش جانشین تعیین کند. طی بیست و پنج سال شاهزادگان سدوزایی مشغول توطئه و تحریک برای دست یافتن به حکومت کابل بودند و قلمرو این حکومت هم به مرور زمان از هم می‌پاشید. در این مدت از میان پسران تیمور شاه، سه برادر هر کدام برای چند صباحی و یکی از ایشان دو بار به حکومت رسیدند و هریک از ایشان نیز بزودی قربانی توطئه‌های خانوادگی گردیدند. بعد از اینکه این برادران رئیس طایفهٔ محمد زایی را به قتل رساندند و پسر بزرگ وی فتح محمدخان (وزیر فتح خان) را کور کردند، کاسهٔ صبر محمد زایی‌ها لبریز شد. این طایفه عَلم طغیان علیه سدوزایی‌ها را بلند کرد و در سال ۱۲۳۳ هجری قمری (۱۸۱۸ میلادی) دوست محمدخان، جوانترین پسر رئیس طایفه محمد زایی، حاکم سدوزایی را در حوالی کابل شکست داد. در این روزها از قلمرو وسیع سدوزایی چیز چندانی باقی نمانده بود. بلخ دعوی استقلال می‌کرد، مرو و کوشک به تصرف روسیه تزاری درآمده بودند، رانجیت سینگه والی ایالت پنجاب نیز اعلان استقلال نمود. انگلیس‌ها بر بلوچستان دست انداخته بودند و سند نیز در مقابل حکومت افغان‌ها تمکین‌نمی‌کرد.
دوست محمدخان در شرایطی چنین بحرانی به سال ۱۲۵۰ هجری قمری (۱۸۳۵ میلادی) خود را امیر افغانستان خواند. دوست محمد از انگلیس‌ها که عملاً از سیک‌ها حمایت می‌کردند تقاضا نمود تا بر سر مسئله پنجاب میان ایشان میانجیگری نمایند و در ضمن به انگلیسی‌ها قول داد که افغان‌ها مانع پیشروی روس‌ها از شمال به جانب جنوب شوند. دوست محمد خان وقتی زمام امور را در دست گرفت که دو امپراتوری بزرگ روسیه و انگلیس سرگرم پیشروی‌ها و توسعه قلمرو خویش بودند. افغانستان به صورت مانع و حد فاصل طبیعی و کوهستانی در میان این دو امپراتوری، به مهرهٔ پیاده‌ای در رقابت شطرنج این قدرت‌های بزرگ قرن ۱۹ میلادی و دست آخر به سپری برای جلوگیری از تصادم آن دو، بدل‌شد.
وقتی دوست محمد در مبارزه با سیک‌ها از انگلیس کمک خواست آن‌ها حاضر نشدند که به وی کمک کنند، چرا که آن‌ها آخرین حملات دوران احمدشاه بر هند را هنوز بخاطر داشتند و به خود اجازه نمی‌دادند تا افغان‌ها، این مردمان کوه‌نشین و دیرآشنا و حادثه جو را تهدیدی برای سلطهٔ خود بر هند ندانند. همین احساس خطر بالاخره باعث شد که دوست محمدخان دو سال بعد از حکومت افغانستان کنار رود. وقتی دوست محمدخان از انگلیس استمداد کرد که هرات نیز در محاصره ایران بود. انگلیس‌ها از پیشروی ایران و پیشروی روسیه در آسیای مرکزی بیشتر احساس خطر کردند. وقتی انگلیس‌ها به درخواست امیر دوست محمد جواب منفی دادند، وی نیز ناگزیر دست به دامان تزار روس زد. در این وقت انگلیس خطر را بسیار جدی تلقی نموده اعلان نمود که برای حفظ هند بریتانیا در مقابل دست درازیهای روسیه، ضرورت می‌داند تا در کابل، یک حکومت دوستدار انگلیس روی کار باشد. در این وقت شاه شجاع، شاهزاده مخلوع و بی تخت و تاج سدوزایی اعلان کرد که هرگاه انگلیس‌ها در رسیدن به حکومت کابل به وی کمک کنند، او حاضر است که پیشاور را به سیک‌ها واگذاشتند.
تا این هنگام ایرانی‌ها هرات را تخلیه کرده بودند. با این حال انگلیس‌ها افغانستان را اشغال کردند و بدین ترتیب نخستین جنگ انگلیس و افغانستان (از سال۱۲۵۴ هجری قمری (۱۸۳۸ میلادی) تا ۱۲۵۸ هجری قمری (۱۸۴۲ میلادی) آغازشد.

### جنگ اول افغان و انگلیس (۱۸۴۲–۱۸۳۹)
در سال ۱۲۵۴ هجری قمری (۱۸۳۳ میلادی) جنگ بین افغانستان و انگلیس در بخش جنوبی دره هلمند روی داد. دوست محمدخان که در کابل خود را در چنبر توطئه‌ها و دسیسه‌ها گرفتار دید، ناگزیر به تبعید در هند تن در داد.
نیروهای انگلیسی در کابل مستقر شدند و شاه شجاع نیز بر حکومت کابل دست یافت، هم شاه شجاع و هم انگلیسی‌ها در نیافته بودند که مردم او را نه به عنوان شاه بلکه حتی به عنوان رئیس یک قبیله هم نمی‌پذیرند. نیروهای انگلیسی از شاه شجاع حمایت کردند و بزودی خود را در حلقه محاصره افغان‌های وطن‌پرست یافتند. جنگجویان افغان از هر سو بر انگلیس‌ها حمله کرده و محاصره را روز تا روز تنگتر ساختند. در ژانویه ۱۲۵۷ هجری قمری (۱۸۳۶ میلادی) انگلیسی‌ها اعلام کردند که حاضرند کابل را تخلیه کنند. رهبران کابل (طرفدار انگلیس) اعلام کردند که آن‌ها بدون آسیب خود را به هند خواهند رساند و این تضمین رهبران کابل خشم افغان‌ها را بیشتر برانگیخت، زیرا که آن‌ها این رهبران را به رسمیت نمی‌شناختند.
ستون نیروهای انگلیسی مرکب از ۴٬۵۰۰ مرد جنگی، عده‌ای زن و کودک، ۱۲٬۵۰۰ خدمه و سایر همراهان لشکر در میان برف سنگین و سرمای شدید زمستان، کابل را ترک کردند، اما ناگهان مورد هجوم قبایل خشمگین کوه‌نشین قرار گرفتند. حمله کنندگان کسانی بودند که برای به‌دست آوردن غنیمت بر ایشان حمله نموده تمام عفت و احساس بشردوستی را زیر پا گذاشته همه را قتل‌عام نمودند. (درست نیست. افغان‌ها در بت خاک، جگدلک و دره خورد کابل با سربازان انگلیسی که از لحاظ تسلیحاتی تفوق نیز داشتند، جنگیدند و همه را به قتل رساندند. اینکه گفته شده (تمام عفت و احساس بشر دوستی) را زیر پا گذاشتند درست نیست. به دلیل اینکه افغان‌ها تمام افسران متأهل انگلیسی را با زنان و فرزندان ایشان که تعداد شان به حدود چهار صد نفر می‌رسید، تحت حمایت خود گرفتند. رجوع شود به خاطرات خانم سیل به نام شبیخون افغان. و دیگر اینکه باید پرسید انگلیس‌ها ۱۵۰۰۰ کیلومتر دورتر از خانه خود در در یک کشور بیگانه چی می‌کردند؟ مگر نه اینکه آن‌ها متجاوز بودند و جزای متجاوز را باید این چنین داد).
در فاصله‌ای کمتر از یک سال بعد گروهی از نیروهای انگلیسی برای گرفتن انتقام رهسپار افغانستان شدند. اینان قلعه و بازار بزرگ شهر را به آتش کشیدند و هرگونه مخالفت را سرکوب نمودند. تلاش‌های مذبوحانه انگلیس برای ایجاد یک حکومت تحت‌الحمایه در کابل علی‌رغم هزینه‌ای بسیار سنگین مالی و انسانی، تقریباً هیچ ثمری نداشت جز دشمنی و عداوت پایه دار افغان‌ها با ایشان. شاه شجاع که مورد حمایت انگلیس بود در این گیرو دارها کشته شد. دوست محمدخان امیر تبعیدی از هند به افغانستان بازگشت و مورد استقبال مردم قرار گرفت. دوست محمد پیش از فرارسیدن مرگش به سال ۱۲۷۹ هجری قمری (۱۸۵۸ میلادی) توانست افغانستان را تقریباً در همان محدوده‌ای که امروز است، متحد و یکپارچه سازد.
پس از مرگ دوست محمدخان باز پسرانش مانند پسران تیمور شاه به‌خاطر به‌دست آوردن تخت و تاج به جان هم افتادند، سرانجام شیرعلی خان در ۱۲۸۵ هجری قمری (۱۸۶۴ میلادی) به حکومت رسید. در سال‌های حکومت داری شیر علی خان لندن و سن پترزبورگ در مذاکره‌ای به این نتیجه رسیدند که روسیه مرزهای شمالی افغانستان را که کمابیش با رود جیحون منطبق است، به رسمیت بشناسد و این منطقه باید خارج از نفوذ روسیه بماند.
با همه‌ای این احوال، مشکلات و مسائلی که در سال ۱۲۹۴ هجری قمری (۱۸۷۷ میلادی) بین انگلیس و روسیه پیش آمد، برای شیر علی خان در نهایت گران تمام شد. روس‌ها در مرزهای شمالی افغانستان لشکر آراستند و در سال ۱۲۹۵هجری قمری (۱۸۷۸ میلادی) یک هیئت دیپلماتیک به نزد امیر شیرعلی اعزام کردند. انگلیس هم برای اینکه از معرکه عقب نماند متقابلاً یک هیئت سیاسی را بطرف کابل گسیل داشت، اما نگهبانان مرزی افغانستان هیئت انگلیسی را در تنگه خیبر متوقف ساختند. انگلیس‌ها که از این رفتار حکومت کابل به خشم آمده بودند، اعلام کردند که حکومت افغانستان باید از این عمل خود عذرخواهی کند و به هیئت انگلیس اجازه بدهند که وارد کابل شود. توضیحات امیر شیرعلی خان نیز انگلیس را قانع نکرد، لذا دومین جنگ انگلستان و افغانستان درگرفت.

### جنگ دوم افغان و انگلیس (۱۸۸۰–۱۸۷۸)
وقتی انگلیس‌ها از طرف جنوب، افغانستان را اشغال کردند، امیر شیر علی خان از روس‌ها استمداد کرد، ولی پاسخی نیافت و ناگزیر اداره امور را به فرزندش یعقوب خان سپرد و خود به امید جلب کمک رهسپار شمال گشت، روس‌ها تنها کمکی که به وی کردند این بود که توصیه نمودند به پایتختش برگردد و با انگلیس‌ها از در صلح درآید. امیر شیرعلی ناامید، افسرده و در هم شکسته در مزار شریف چشم از جهان فروبست.
انگلیس‌ها این بار نیز با رهبرانی پیمان بستند که افغان‌ها ایشان را به حیث رهبر نمی‌شناختند. اگرچه یعقوب خان فرزند شیرعلی خان بود و از طرف وی اداره‌ای امور را در شهر کابل در دست داشت، ولی او نیز رهبری نبود که مورد قبول سران قبایل باشد. وی به همه خواستهای انگلیس که مهم‌ترین آن‌ها عبارت بود از اینکه افغانستان باید روابط خود را با سایر کشورهای خارجی با مشورت انگلیس تنظیم کند، گردن نهاد. نمایندگانی را که انگلیس بنابر مفاد همین معاهده صلح (معاهده صلح گندمک)، در سال ۱۲۹۶ هجری قمری (۱۸۷۹ میلادی) به کابل اعزام نموده بود، چند هفته بعد به دست افغان‌هایی که مخالف این معاهده بودند، به قتل رسیدند. از این رو سه لشکر تازه‌نفس انگلیسی که هنوز آسیبی ندیده بودند وارد صحنه شده، کابل و قندهار را اشغال کردند. یعقوب خان بعد از مدت کوتاهی به هند تبعیدشد.
انگلیس‌ها پی بردند که اشغال افغانستان کار چندان مشکلی نیست ولی نگهداری آن خیلی مشکل است، بنابراین به فکر آن افتادند تا در میان قبایل کسی را بیابند که هم مورد قبول مردم باشد و هم نزد انگلیس‌ها مقبولیت داشته باشد، این آخرین امید انگلیس در وجود عبدالرحمان خان پسر عموی امیر تبعید شده و نوهٔ دوست محمدخان تحقق یافت. انگلیس‌ها از موفقیت نه چندان بزرگ خویش در جنگ دوم چشم پوشیده، از افغانستان خارج شدند، عبدالرحمان که مردم ترکستان افغان را به دور خود جمع کرده بود، در قبال گرفتن شناسایی از طرف انگلیس‌ها تنظیم روابط خارجی خویش را به ایشان واگذاشت.

## افغانستان مدرن

### عبدالرحمن خان و شکل‌گیری سرحدهای سیاسی
در خلال حکومت او روس‌ها و انگلیس‌ها به توافقی قطعی در مورد مرزهای طولانی افغانستان با روسیه، از مرزهای ایران تا پامیر، دست یافتند. مرزهای جنوب غربی انگلیس نیز بر اساس خط مشهور دیورند (Durand Line) تعیین گشت، انگلیس‌ها، عبدالرحمان را مجبور ساختند تا معاهده دیورند را امضا کند که در اثر آن نیمی از سرزمین پشتونها به قوای بریتانیا تعلق گرفت. سیاست استعماری آن زمان انگلیس باعث شد که از آن زمان تاکنون، افغانستان و پاکستان موفق نشده‌اند مسئله مرزی خویش را حل نمایند، از آن زمان تاکنون پیوسته یک سلسله کشمکش‌های مرزی، برخوردهای نظامی و تحریکات متقابل در سراسر این مرزها وجود داشته‌است.
وی یک پادشاه بسیار ظالم و ستمگر بود که بیش از ۶۷ درصدقوم هزاره را قتل‌عام کرد و به غیر از آنها بسیاری از مخالفین خود را سرکوب و قتل‌عام می‌کرد. هیچ‌کسی نیست که از نوع حکومت‌داری او در افغانستان راضی باشد، زیرا نه تنها اسم اسلام را بد می‌کرد بلکه ظاهر این دین ابراهیمی را به جهانیان وارونه نشان می‌داد.

### حبیب‌الله خان
عبدالرحمان خان بسال ۱۳۱۹ هجری قمری (۱۹۰۱ میلادی) مُرد. حبیب‌الله خان، پسر بزرگش، بر طبق وصیت پدر برجای وی نشست. حبیب‌الله خان سیاست انزواگرایی پدر را دنبال کرد، وی همواره با هرگونه تلاش قدرت‌های خارجی برای کسب امتیازاتی در افغانستان مخالف بود. حبیب‌الله خان طب غربی را در کشور رایج ساخت و خرید و فروش برده را نیز لغو نمود و یک باب مدرسهٔ عالی را بنابر الگوهای غربی بنام حبیبیه تأسیس‌نمود.
در صحنه بین‌المللی، روسیه و انگلیس طی قرارداد ۱۳۲۵هجری قمری (۱۹۰۷ میلادی) سن پترزبورگ، یکبار دیگر بر موافقتشان با اینکه افغانستان همچنان بایستی به مثابه‌سپری در میانهٔ این دو قدرت باقی بماند، تأکید کردند. در فاصله کمی بعد از انعقاد این قرارداد جنگ جهانی اول شعله کشید. افغانستان از هردو سو به‌شدت تحت فشار قرار گرفت. آلمان‌ها در پی آن بودند که حمایت و یاری افغانستان را نسبت به خودشان در مقابل انگلیس‌ها جلب کنند، سلطان حمید عثمانی (که خود را خلیفه مسلمین می‌خواند) علیه کفار و مشرکان حکم جهاد داده بود. آشوب طلبان هندی می‌کوشیدند هر طور شده پای افغانستان را به جنگ بکشند. علی‌رغم همه اینها امیر حبیب‌الله کاملاً به قول و قراری که برای حفظ بیطرفی با انگلیس گذاشته بود وفا کرد. این کار با مخالفت‌های شدیدی در بین مردم افغانستان مواجه شد. وی در مقابل حفظ بی‌طرفی افغانستان، تقاضا کرده بود که با پایان گرفتن جنگ به این کشور استقلال کامل داده شود. اما پیش از آنکه هر نوع مخالفت صریحی از انگلیس برای تضمین این خواسته بگیرد، در سال ۱۲۹۸ ه‍.ش (۱۹۱۹ میلادی) به شکل مرموزی به قتل رسید.

### امان‌الله شاه، استقلال و اصلاحات
پس از مرگ امیر حبیب‌الله خان پسر سوم او، امان‌الله خان تخت و تاج پدر را تصاحب کرد. و به عنوان شاه افغانستان پذیرفته شد.
در این روزها احساسات ضد انگلیسی در بین مردم به اوج شدت خویش رسیده بود، زیرا عموماً معتقد بودند که انگلیس می‌بایست در قبال بیطرفی افغانستان در جنگ اول جهانی، استقلال کامل این کشور را بدان بازگرداند. شاه امان‌الله از احساسات ضد انگلیسی مردم استفاده نموده، در سال ۱۲۹۸ ه‍.ش (۱۹۱۹ میلادی) سومین جنگ علیه انگلیس را آغاز کرد. حرکت نیروهای این کشور به طرف هند آغاز شد. نیروهای هوایی انگلیس برای مدت ده روز پی در پی شهر جلال‌آباد و نواحی خیبر را فتح کردند. بعد از ده روز جنگ افغانستان تقاضای آتش‌بس و پیشنهاد صلح نمود. انگلیس‌ها هم که از جنگ اول جهانی خسته و فرسوده شده بودند، با اندکی تعلل این تقاضا را پذیرفتند. از سوی دیگر انقلاب اکتبر ۱۹۱۷ در روسیه نیز تأثیرات خود را داشت و دیگر برای انگلیس تهدیدی محسوب نمی‌شد. سیاست بلشویکها عدم مداخله در امور دیگران بود. افغانستان در نخستین روزهای جنگ سوم افغان و انگلیس اعلان استقلال نمود. انگلیس به سال ۱۳۰۰ ه‍.ش (۱۹۲۱ میلادی) طی قراردادی در راولپندی استقلال افغانستان را به رسمیت شناخت.
شاه امان‌الله سیاست گوشه گیرانه پدربزرگ و پدرش را کنار گذاشته دست به یک سلسله اصلاحات اساسی زد که در تاریخ افغانستان بی‌نظیر بودند. این اصلاحات شاه مورد قبول قشر مذهبی واقع نشد. ملاها و روحانیون محافظه کار دست به تحریکات علیه شاه اصلاح طلب زدند. در سال ۱۳۰۷ ه‍.ش (۱۹۲۷ میلادی). امان‌الله خان نخستین رهبر افغان بود که عنوان خود را از امیر به شاه تغییر داد و همراه با همسرش ملکه ثریا از اروپا، ترکیه، مصر و ایران دیدن کرد. وی که از دیدن تحولات در جهان و به ویژه کشورهای مسلمان همسایه (ایران و ترکیه) شگفت زده شده بود، دست به اقدامات و اصلاحات وسیع زد. رفع حجاب زنان، دادن آزادی‌هایی برای زنان، دموکراتیک کردن جامعه، رایج ساختن لباسهای اروپایی در دفاتر و ادارات دولتی از نخستین اقدامات شاه جوان افغان بودند که با مخالفت رهبران مذهبی و ملاها روبرو گشت. شخصی به نام ملای لنگ در مناطق جنوبی افغانستان دست به تحریکات علنی علیه امان‌الله خان زده و علیه وی فتوای جهاد داد. از سوی دیگر نادر خان و برادران نیز دست به‌کار شده توطئه و دسیسه سازی علیه امان‌الله خان را آغاز نمودند. در این روزها یکبار دیگر کشور دست‌خوش آشوب‌ها و توطئه‌ها و دسیسه‌ها شد. این آشوب‌ها بار دیگر استقلال افغانستان را تهدید می‌نمودند. در این میان جوانی بنام حبیب‌الله کلکانی به کمک روحانیون که لقب خادم دین رسول‌الله را به وی اعطا نمودند، با تنی چند از یاران وفادار و جانباز خود از شمال به سوی کابل به قصد تصرف تخت و تاج راه افتاد. شاه امان‌الله جنگ را لازم ندانسته تخت و تاج را رها کرده به هند رفت و بقیه سی سال عمر خود را در اروپا گذراند.

### محمد نادر شاه
محمد نادر خان در زمره محافظان امیر حبیب‌الله خان خدمت می‌کرد و دست آخر به فرماندهی کل ارتش وی منصوب شد. بعد از آنکه حبیب‌الله خان به قتل رسید، خیانت‌های محمد نادر خان نیز برملا شدند. پادشاه جوان افغان امان‌الله خان او را از فرماندهی کل قوا برکنار کرد. نادرخان به بهانهٔ علاج بیماری عازم اروپا گردید و در آنجا در تبانی با انگلیس دست به دسیسه چینی علیه دولت تازه بنیاد شاه امان‌الله زد، از جمله شاه را متهم به کفر نمود و عکس‌های جعلی بی‌حجاب را از خانم شاه (ملکه ثریا) تهیه کرده در بین قبایل توزیع نمود. همچنین عکس جعلی دیگری را تهیه کردند که گویا شاه در اروپا دست پاپ اعظم را بوسیده‌است. همه این دسیسه‌های محمد نادر خان و برادران، باعث شد تا روحانیون فرصت‌طلب که همواره از حکومت هند بریتانیا جیره می‌گرفتند، مردم را علیه شاه تحریک کنند. شاه بدون جنگ و خونریزی تخت و تاج را رها کرد. امیر حبیب‌الله مشهور به کلکانی تخت و تاج را تصاحب نمود. نادر خان و برادران از طریق هند بریتانیا، وارد پکتیا گشته قبایل پشتون را تحت نام برگرداندن تخت و تاج به وارث اصلی آن شاه امان‌الله، علیه حبیب‌الله تحریک نمودند. حبیب‌الله نمی‌خواست که جنگ کند، او می‌خواست که بدون جنگ و خونریزی تخت و تاج را تسلیم نادر خان کند، در صورتی که به وی و طرفدارانش صدمه‌ای نرسد. نادر خان بر قرآن مهر نهاد و سوگند خورد که جان وی و طرفدارانش درامان خواهد بود. حبیب‌الله نیز به سوگند نادر خان اعتماد نموده، دست از سلطنت کشید. نادر خان همراه با قبایل جنوبی وارد کابل شده، حبیب‌الله و طرفدارانش را از دم تیغ گذراند و بدین طریق حکومت رعب و ستم را بنا نهاد. چندین هزار نفر قبایلی که- بیشترشان را مردان آن سوی مرز (هند بریتانیا) تشکیل می‌دادند- نادر خان و برادران را در به قدرت رسیدن همکاری نموده بودند، در مقابل خواهان پاداش بودند. نادر خان تمام دارایی بانک را بین ایشان تقسیم کرد، اقوام تشنهٔ تاراج و غارت، دار و ندار شهر را تاراج نموده با خود به آن سوی مرز انتقال داده و عده‌ای دیگر هم پست‌های مهم دولتی را تصاحب کرده مالکیتهای مردم را نیز بزور تفنگ از آن خویش ساختند.
نادر خان و برادران، کوچک‌ترین مخالفت نسبت به خود و حکومت خویش را توسط ژاندارم‌های خویش در نطفه خنثی ساختند. هزاران انسان را به طرفداری از امان‌الله یا به جرم وطن‌دوستی و آزادی‌خواهی رهسپار زندان‌های مخوف و سیاه‌چال‌ها نموده که بیشترشان در آن سیاه‌چال‌ها جان سپردند. آخرالامر نادر خان در سال ۱۳۱۲خ/۱۹۳۳م در اثنای توزیع جوایز در یک مدرسه توسط جوانی بنام عبدالخالق به ضرب گلوله کشته شد. برادران نادر زمینهٔ به قدرت رسیدن پسر خویش محمد ظاهر را مساعد ساخته و هیچ‌کدام ادعای تخت و تاج را نکردند چرا که آن‌ها به خوبی می‌دانستند که اختلاف‌های خانوادگی زمینهٔ نابودی ایشان را بیشتر مساعد خواهد کرد چون ایشان در بین مردم دارای اعتبار و حیثیت چندانی نبودند و مردم ایشان را غاصب تخت و تاج می‌دانستند. از همان روزهای نخست بنای حکومت خویش را بر غدر و مکر نهاده بودند.

### محمدظاهر شاه
محمد ظاهر پسر ارشد محمد نادر پادشاه مقتول به سال ۱۳۳۲ قمری/۱۹۱۴ میلادی به دنیا آمد و هنگامی که به جای پدرش نشست فقط ۱۹ سال داشت. محمد ظاهر کمتر از ده سال داشت که به فرانسه اعزام شد، وی تا شانزده سالگی در اروپا به‌سر برد، معلوم نیست که وی در آنجا در کجا تحصیل کرده‌است. بعد از شانزده سالگی به افغانستان بازگشت و شامل مدرسه نظامی کابل شد. محمد ظاهر وقتی که به جای پدر نشست کودکی بیش نبود، ولی عموهایش قدرت را در دست گرفته مملکت را به زور سرنیزه و رعب و وحشت اداره نمودند. مخصوصاً هاشم خان فردی ظالم و مستبد بود که دوره وی به نام دوره هاشم خانی در جنایتکاری و استبداد معروف است.
محمد ظاهر ۴۰ سال حکومت کرد و در این دوره حکومت طولانی، نه تنها برای ملت مظلوم افغانستان خدمتی نکرد، بلکه مردم را از علم دانش دور نگه داشته و زمینه دوام حکومت خود را مساعد نگه داشت؛ اما تنها مزیتی که این دوره ۴۰ ساله داشت این بود که افغانستان در صلح و آرامش به‌ سر برد؛ چیزی که قبل و بعد از آن تا امروز در تاریخ افغانستان تجربه نشده‌است. ظاهر شاه به تاریخ ۲۲ ژوئیه ۲۰۰۷ در کابل چشم از جهان فروبست. بالاخره در سال ۱۳۵۲ هجری شمسی، سردار محمد داوود پسر برادر ظاهر خان انقلاب نموده و با ایجاد اولین ریاست جمهوری در افغانستان به حکومت شاهی محمد ظاهر خاتمه بخشید.
سردار محمد داود اولین رئیس‌جمهور افغانستان علاقه‌مند به آزادی، ترقی و پیشرفت کشور بود. بالاخره در سال ۱۳۵۷ هجری شمسی، کودتایی با کمک شوروی دوره حیات و ریاست جمهوری داوود خان را پایان بخشید.

### تلاش برای رسیدن به دموکراسی
